# Hampton Court-palota
A Hampton Court-palota (Hampton Court Palace) egy angol királyi palota Londonban, Richmond upon Thames kerületben, a város központjától 18.5 kilométerre délnyugati irányban a Temze partján. A Tudor-kori építészet gyöngyszeme, amely VIII. Henrik kedvenc lakhelyeként vonult be a köztudatba, de valójában korábban épült. 
1689-től a palota  Wren barokk stílusú munkásságának is jelentős állomása volt, így az építkezés jellege két építészeti stílus korszakát tükrözi.

## Története

### A Tudorok korában

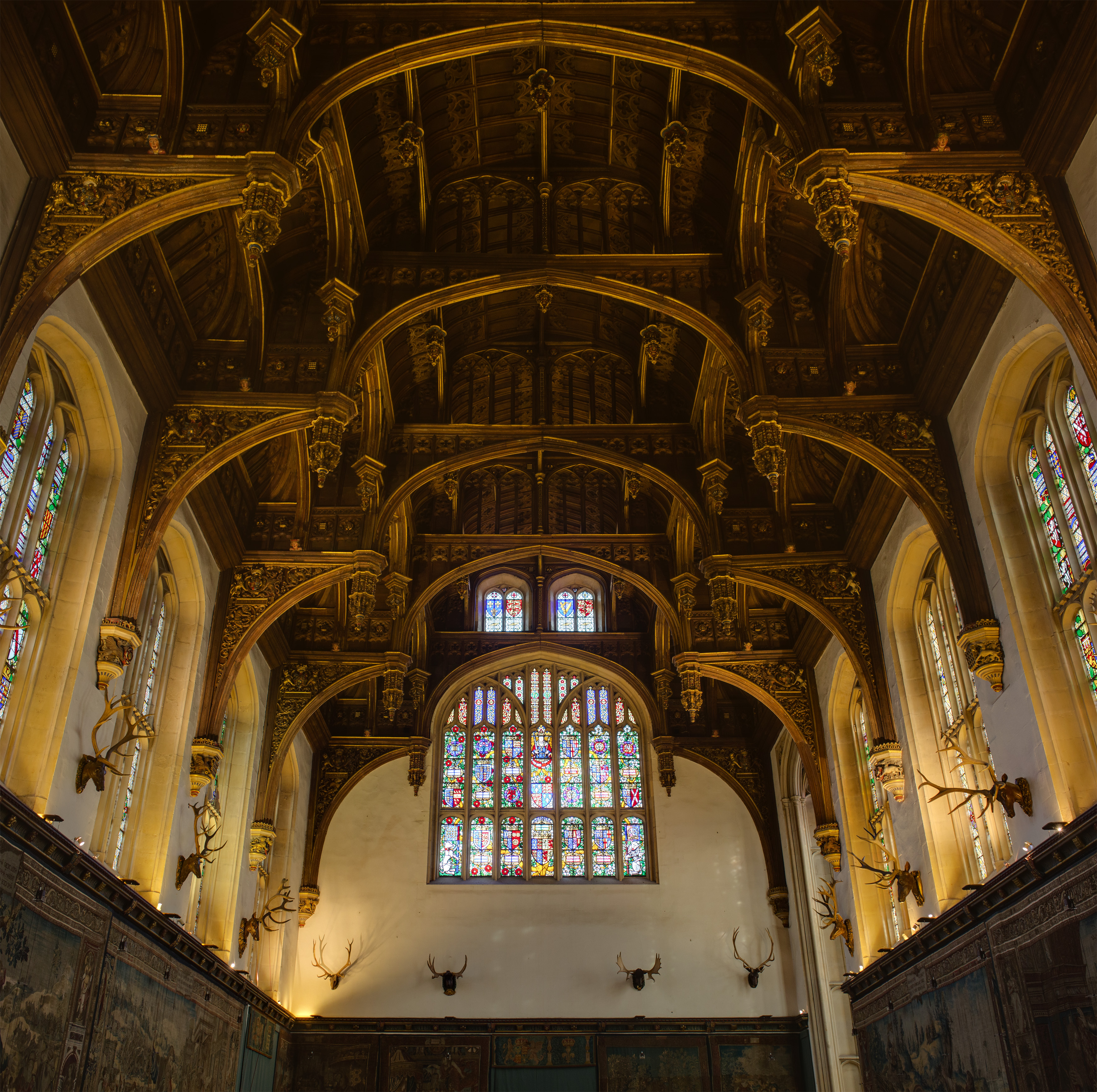
A Great Hall fabordázatú mennyezete

1236-ban a palota helyén még csupán egy vidéki kúria állt, melyet a jeruzsálemi Szt. János máltai lovagok majorsága használt. A lovagok később a környező birtokokat bérbe adták. Az első ismert bérlője e területnek 1494-ből Giles Daubeney, a későbbi főkamarás (Lord Chamberlain), VII. Henrik lordkancellárja volt, akinek szüksége volt egy London-közeli házra. Majd 1515-ben Thomas Wolsey, a későbbi bíboros és lordkancellár vásárolta meg, illetve újította fel a kor követelményeinek megfelelően. A bíboros VIII. Henrik  legfőbb tanácsadója és közeli jó barátja volt, de miután Wolsey kegyvesztett lett, a palota a tudorok tulajdonába került. 
1529-ben VIII. Henrik kibővítette az épületet, ami az egyik legkedveltebb rezidenciája lett. 1540-re a palota Európa egyik legpompásabb királyi palotájának számított, ahol tenisz és bowling pályák, vadászpark, több mint 3000 négyzetméteres konyha, kápolna, ebédlő (Great Hall) és rengeteg kényelmes vendégszoba állt rendelkezésre. A palotában folyóvíz volt, melyet a három mérföldnyire fekvő, kingston-i Coombe hegyről vezettek ide csővezetéken.

### A Stuartok idején

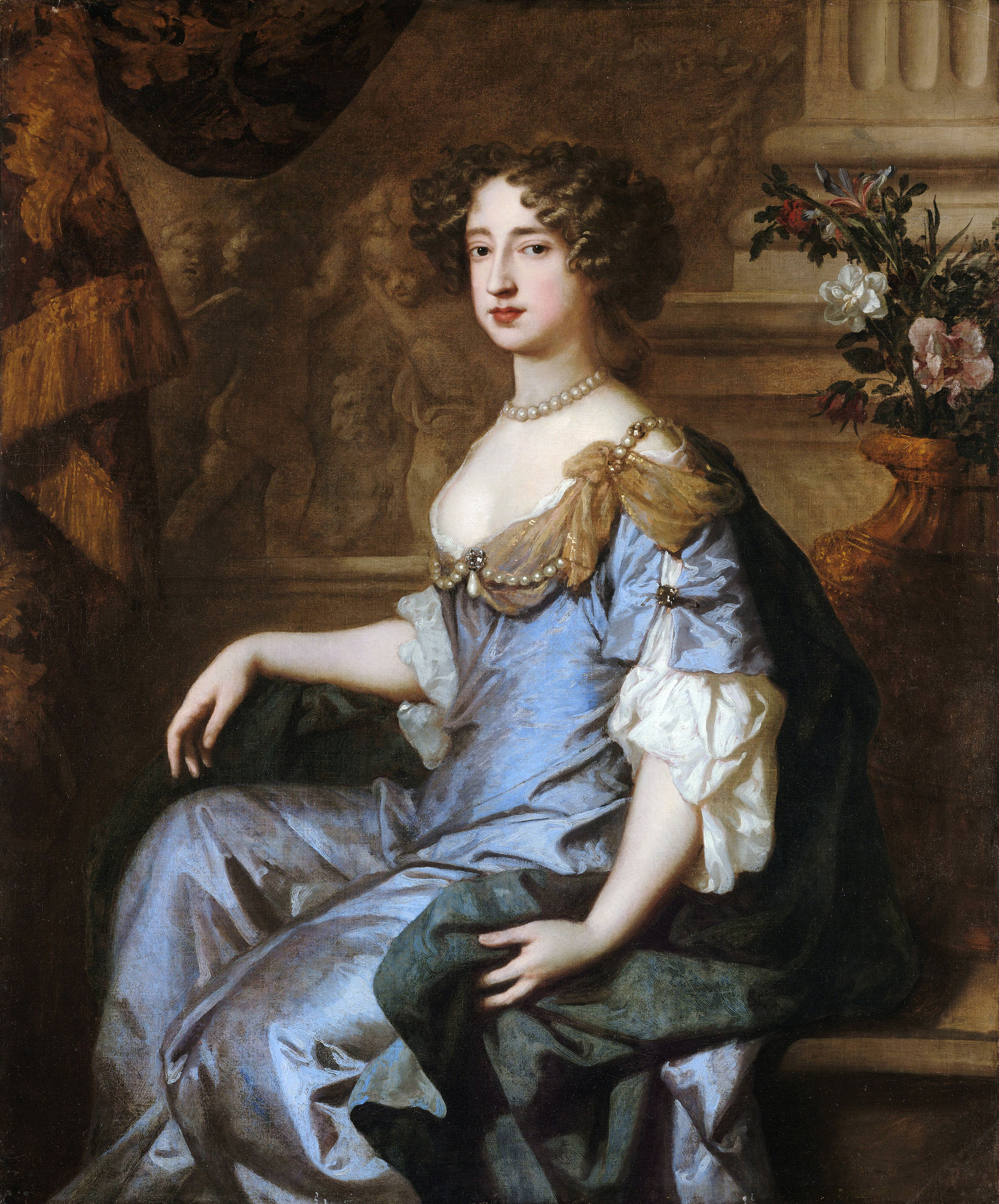
II. Mária angol királynő

I. Jakab (1603–1625) idejében a palota funkciója némileg megváltozott, mivel Jakab inkább az élvezetek – bálok, lakomák – helyszínéül használta. Jakab fia, I. Károly uralkodása idején új teniszpálya épült, a kert szökőkútjainak működtetéséhez pedig 11 mérföldről vezettette ide a vizet, de bővítette a királyi festménygyűjteményt is. Oliver Cromwell saját használatára és élvezetére használta a palotát. Szívesen töltötte itt a hétvégéket, dolgozott, vadászott, zenét hallgatott. Lánya, Mária (Mary Cromwell) esküvőjét is itt, a királyi kápolnában (Chapel Royal) tartották.
Hampton Court következő fénykorát III. Vilmos és II. Mária uralkodása alatt élte. Vilmos nagyszabású újjáépítési és bővítési projektbe fogott, azzal a céllal, hogy a rivális francia versailles-i kastélyt felülmúlja. A királyi pár Sir Christopher Wrent bízta meg, hogy átépítse a palotát. A következő években mintegy 113 000 fontot költöttek az építkezésre. Amikor II. Mária 1694-ben meghalt, a munkák félbeszakadtak. Új lendületet csupán akkor kapott az építkezés, amikor 1698-ban leégett a londoni Whitehall-palota. A Hampton Court-i királyi lakosztály munkáinak befejezésére ugyanakkor már nem Wren, hanem az árban aláígérő, William Talman kapott megbízást. Wren és Talman munkájukkal teljesen átalakították a palota déli és keleti oldalát. A Tudor-kori tornyokat és kéményeket elegáns barokk külső váltotta fel.
Anna királynő ugyan jobban kedvelte Hampton Courtnál a windsori kastélyt és Kensingtont, de – kora és egyre romló egészségi állapota ellenére – gyakran vadászott itt. A félbe hagyott királynői lakosztályok befejezését sürgette, melyet hitvesének, György hercegnek szánt, de amikor György 1708-ban meghalt, a munkák ismét félbeszakadtak. 1714-ben Anna királynő meghalt. Halála a Stuart-dinasztia végét is jelentette.

### A palota virágzásának utolsó korszaka

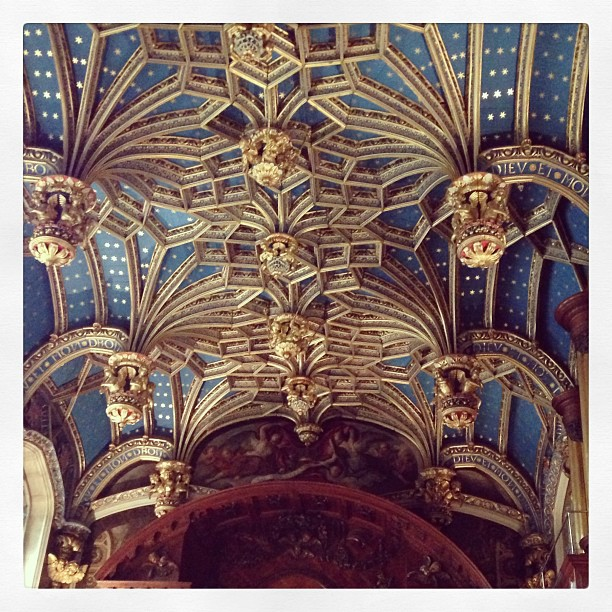
A királyi kápolna mennyezete

I. György brit király ideje nagy részét Hannoverben igyekezett tölteni, szégyenlős ember lévén nem szerette a ceremóniákat így nem érdekelte különösebben a Hampton Court sorsa sem. A palotát I. György haláláig alig használták.
Fia – aki apja királlyá koronázásakor trónörökösként Wales hercege lett – a későbbi II. György és felesége Ansbachi Karolina azonban nagyon is kedvelte a helyet. Sir John Vanbrugh-ot bízták meg a királynői lakosztály (Queen’s Apartments) befejezésével. A walesi herceg és Karolina királyi párként tért vissza Hampton Court-ba és II. György uralkodása alatt ismét teljes pompájában ragyogott a királyi és királynői lakosztály (King’s and Queen’s Apartments). William Kent tervei alapján elkészült a királynői lépcsőház (Queen’s Staircase) és 1732-ben másodszülött fiuknak, Cumberland hercegének lakosztálya is, amely ma a Cumberland Suite nevet viseli. A William Kent által vezetett építkezés költségvetése 3454 font volt. A királyi palota 1737-ig, II. György feleségének haláláig szolgált az udvari élet központjaként. Ezután már sosem lakott királyi család Hampton Court-ban. A palotát kisebb-nagyobb részekre darabolták és a királynak nagy szolgálatot tevő emberek és háznépük költözhetett be egy-egy lakosztályba. Ezt követően az épület, mint királyi palota elvesztette jelentőségét.

### A jelentőségét vesztett királyi rezidencia

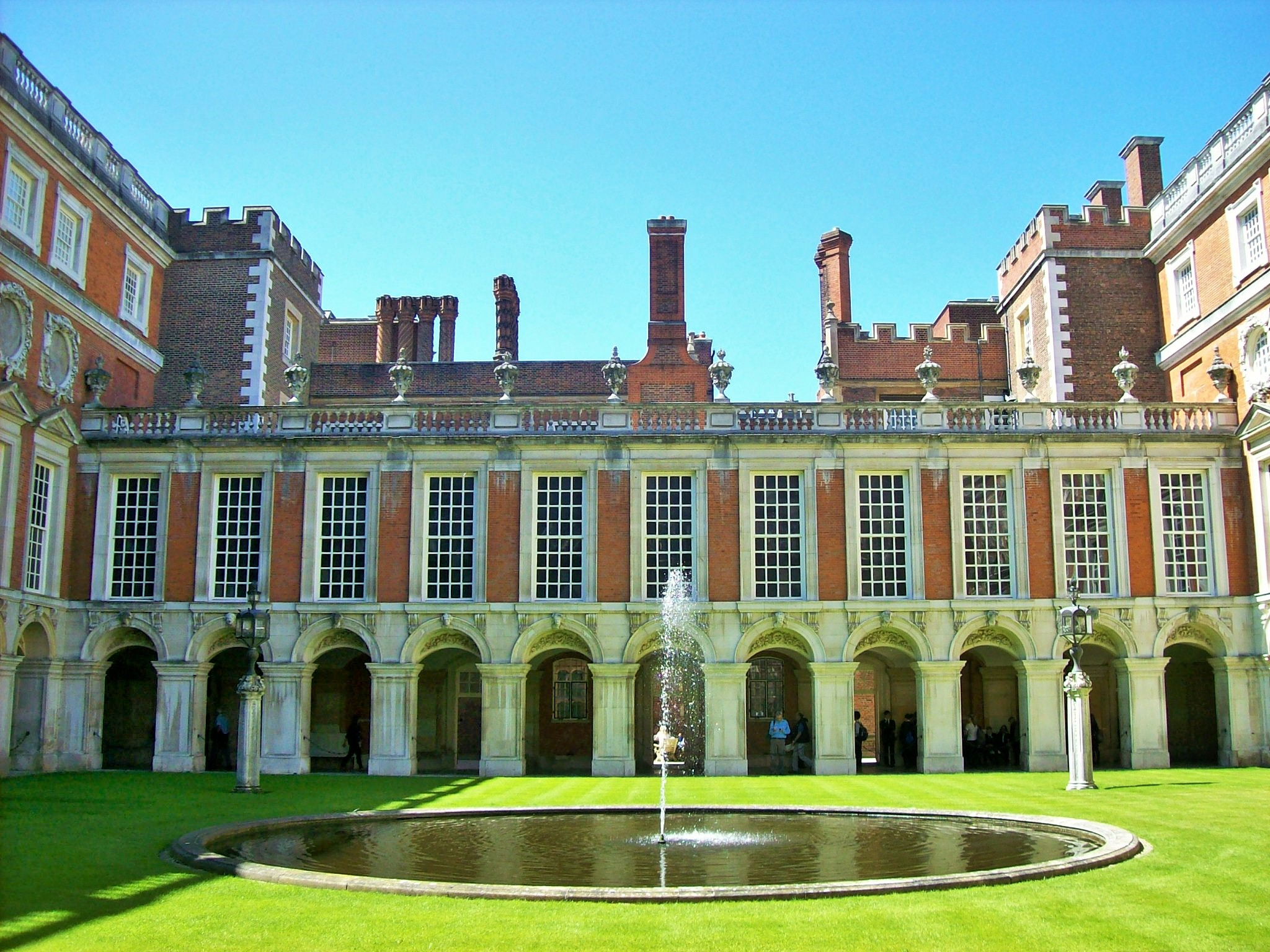
A Christopher Wren által tervezett Fountain Court

Használatlan lakosztályait leginkább udvaroncok számára adták ki. A következő két évszázadban, különféle lakói voltak a palotának. Például Xenia Alekszandrovna nagyhercegné, II. Miklós orosz cár testvére, aki 1937 és 1960 között élt itt. A palota lakói közé tartozott még Lady Baden-Powell a cserkész mozgalom megalapítójának özvegye, aki a VIII. Henrik konyhájából kialakított lakásban élt, 1942 és 1977 között. De itt lakott a híres fizikus, Michael Faraday is.
1838-ban, az akkor még alig húszéves Viktória királynő renováltatta az épületet és elsőként nyitotta meg a palota kapuit a látogatók előtt. 1838 és 1851, majd 1875 és 1900 között sor került a palota restaurálására, Tudor-kori állapotának visszaállítására, de kezdetben nem sok figyelmet fordítottak a történelmi hűségre. A második felújításnál viszont már igen. A palota történetének következő évtizedei ismét a restaurálásáról szóltak. 1986-ban egy tragikus tűzesetben a királyi lakosztály jelentős része tűzvész áldozata lett. Elpusztult néhány magánlakosztály, továbbá a királyi trónterem, a király szalonja, hálószobája, öltözője és dolgozószobája, valamint a rajztár (Cartoon Gallery). Az újjáépítés évekig tartott és 1995-ben fejeződött be. Ennek legszembetűnőbb eredménye a III. Vilmos lakosztályának eredeti fényében történő bemutatása.

### A Hampton Court napjainkban
A Hampton Court-palota ma turisztikai látványosság, egy független jótékonysági szervezet a „Historic Royal Palaces”  kezelésében. A palota parkja (Palace Home Park) minden évben otthont ad  a „Hampton Court Palace fesztivál”nak és a virágkiállításnak (Hampton Court Palace Flower Show), amely a világ legnagyobb ilyen jellegű tárlata. 2015-ben ünnepelték a palota megalapításának 500. évfordulóját.

## A palota részei, rövid leírása

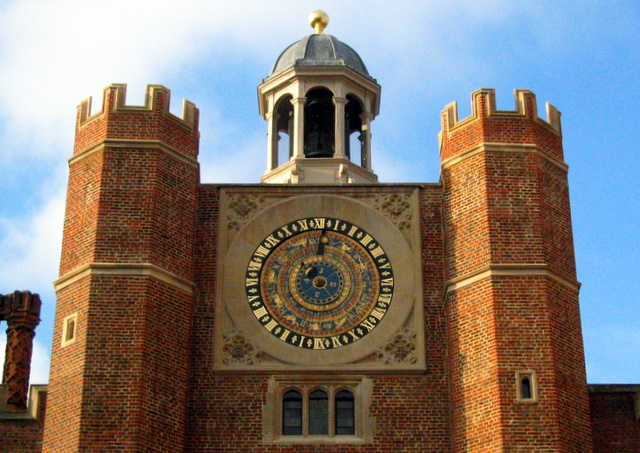
A Boleyn Anna-kapu, Tudor kaputorony és az 1540-ben készült csillagászati óra.

Impozáns főbejárata a 18. századi diadalkapuk (Trophy Gates) felől található, ahonnan a Temzével párhuzamosan, sétány vezet a palota nyugati részéhez. Wolsey kaputornyával egyensúlyt tartó szárnyai magabiztosságot sugallnak, a falba ágyazva pedig a római császárok domborművei láthatók, melyeket még Wolsey vásárolt 1521-ben, az itáliai Giovanni Maionó-tól. Később VIII. Henrik továbbdíszítette a kaputornyot egy kiugró ablakfülkével, a kapu fölötti címerrel és épített egy vizesárkot is, fölötte híddal. A hídkorlátot díszítő, kőből faragott címerállatok, eredetileg a palota kertjében álltak. A főbejáraton keresztül egy négyszögletes (külső) udvarra (Base Court) juthatunk, amely az építkezés kiindulópontja volt Wolsey idején. 
A területet körülvevő vörös téglás kiszolgáló épületeket rombuszmintázat díszíti. Boleyn Anna kapuját Wolsey építette, de csak később nevezték el VIII. Henrik feleségéről. A boltíves kapun át juthatunk a belső udvarba (Clock Court) ahol a harangtornyos kapu fölött, egy 1540-ben készített, rendkívül bonyolult csillagászati óra látható, Nicolas  Oursian alkotása. A déli oldalon egy Wren által épített klasszicista oszlopsor áll. A király lépcsőházának (King’s Staircase) falait, mennyezetét freskók díszítik, melyek az ókori világ isteneit, hőseit ábrázolják. 1700 után festette az itáliai Antonio Verrio. Ezt követi a királyi őrség hatalmas terme (Guard Chamber), melynek falain több ezer pisztoly, muskéta és kard függ, díszesen elhelyezve. A Cumberland-lakosztály, már egy másféle, 18. századi ízlést tükröz. Az itt látható képgyűjtemény alkotói között találjuk Tizianót, Tintorettót, Correggiót, Raffaellót és Ducciót. A termekből szép kilátás nyílik a parkokra és a szökőkutas udvarra (Fountain Court). 

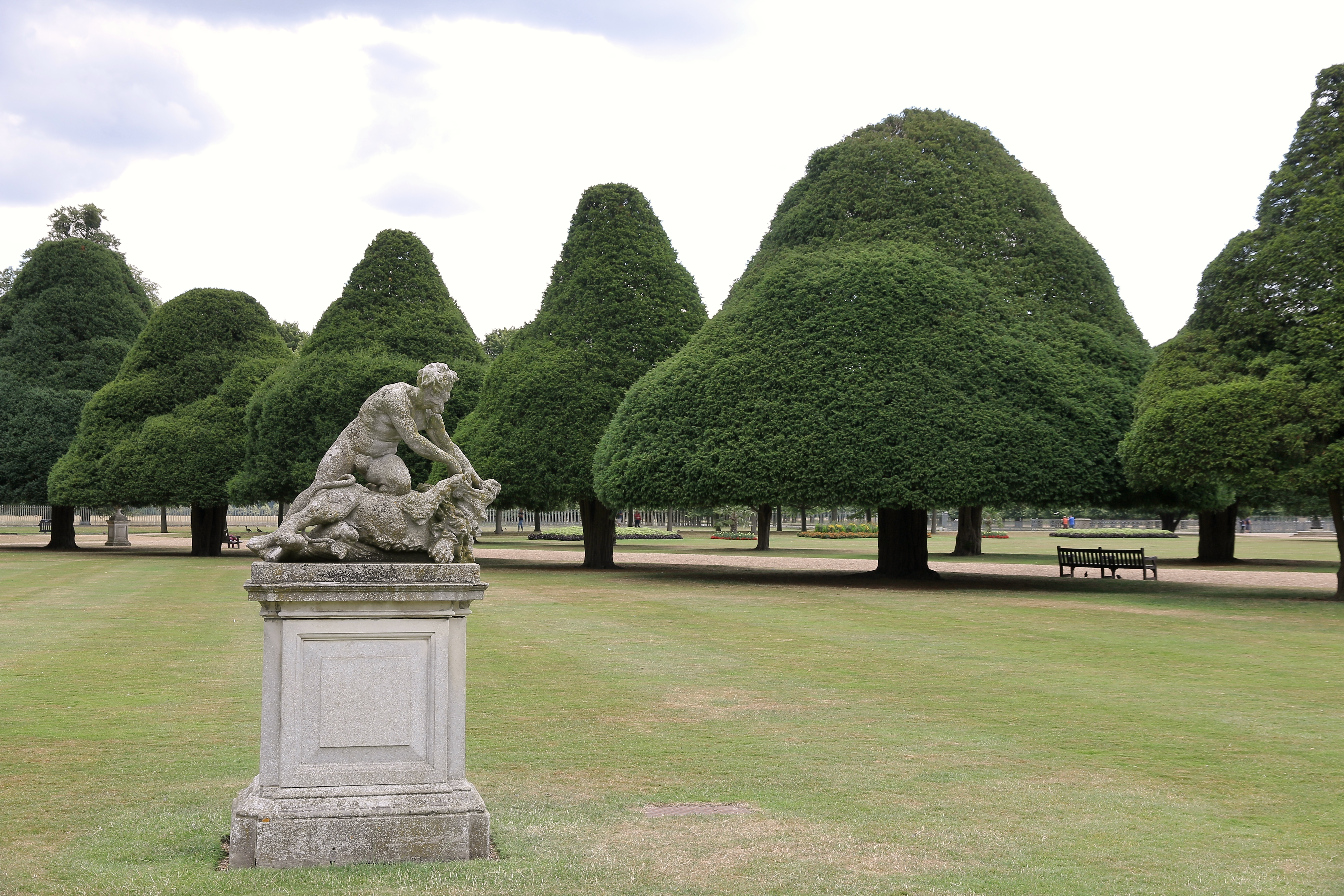
A Hampton Court-palota parkjának részlete, a formára nyírt tiszafasorral

A palota kápolnáját szintén Wolsey építette, de mennyezete már Henrik megrendelésére készült. Az oltár körüli faldíszt Wren tervezte, a faragott növényformák pedig Grinling Gibbons alkotása. A palota ékessége az 1531-36 között épült Great Hall, VIII. Henrik díszterme és az ott látható korabeli flamand falikárpit és a fabordázatú mennyezet (fedélszék). A kisebb helyiségek – mint például az eredeti berendezésű konyha és VIII. Henrik borospincéje, a palota mozgalmas napjait idézik. A szökőkutas udvaron át a királynő lépcsőháza (Queen’s Staircase) mellett elhaladva az út, a keleti homlokzat középrészéhez és a palota hatalmas kertjén át a Long Water tóhoz vezet. A szabadban körös-körül különböző stílusú, látványos kertek sorakoznak. Némelyik elrejtve, körülkerítve, némelyik pedig szélesen elterülve pompázik, melyek egy része Tudor-kori díszkert. 
Az impozáns park a geometrikus barokk kert szinte valamennyi ismérvét felvonultatja. Vannak itt sugarasan szétfutó hársfasorok, formára nyírt tiszafák által övezett sétányok, szökőkutak, mesterséges tavak, márványszobrok, rózsakertek, virágokkal teleültetett süllyesztett kertek (melyek VIII. Henrik idején halastavak voltak).
A palotától északra található, egy élősövény-kerengő (The Maze), amelyet 1690-ben kezdtek el építeni III. Vilmos és vendégei szórakoztatására. A tiszafából kialakított sövényfal eléri a két méteres magasságot és mintegy 800 méter hosszan tekereg a majd 1350 négyzetméteres területen. A park másik nevezetessége a „Nagy Szőlőtőke”, melyet 1768-ban Capability Brown, neves angol tájépítész ültetett.

## Érdekességek
- III. Vilmos aki a palota jelenlegi arculatának kialakításáért a legtöbbet tette, már nem élvezhette a palotát. 1702-ben itt, Hampton Courtban lovasbaleset érte, melynek szövődményébe néhány nap múlva, a Kensingtoni-palotában meghalt.
- A Tudor-stílus és barokk, e két teljesen különböző építészeti stílus olyan jól keveredik, mintha csak két palota lenne  egyben. Az egységet a rózsaszínes tégla teremti meg, ugyanis mind a két irányzat ebből az anyagból épült.[5]

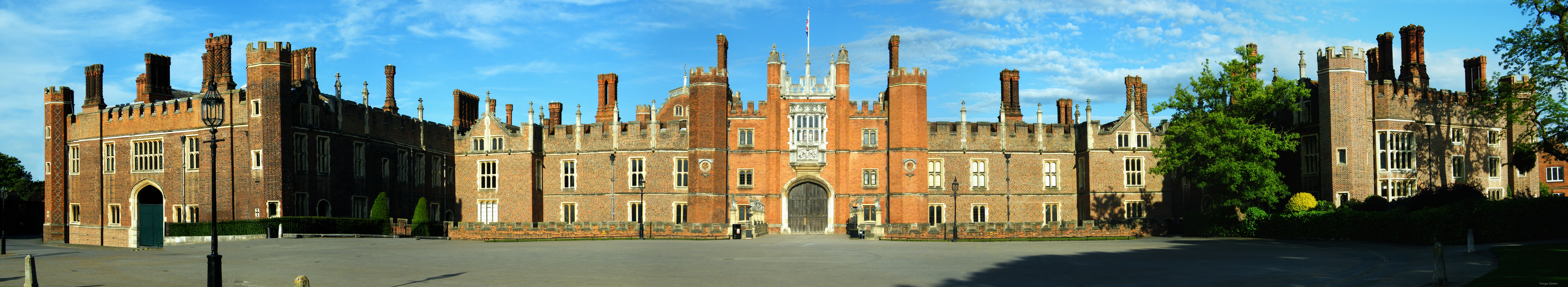
Panorámakép a Hampton Court Palace főhomlokzatáról (2013).

## Megközelítése
London központjából leggyorsabban – mindössze 36 perc alatt - vonattal érhetjük el közvetlenül a London Waterloo pályaudvarról. A Hampton Court vasútállomás, a South West Trains vonal egyik végállomása.  A végállomástól gyalogosan, a Temze Hampton Of Bridge nevű hídján keresztül juthatunk a palota főbejáratához. A másik lehetőség a Transport for London autóbuszjáratai. Ezek közül a Cromwell Road Bus Station-től vagy a Kingston Station-től érhető el közvetlenül a 411-es buszjárattal, amelynek Hampton Court Palace („F” jelű) nevű megállója, a főbejárat előtt található. Kirándulóhajóval a teddingtoni zsilipen át Richmondból kellemes hajóút Hampton Court.

## Képgaléria

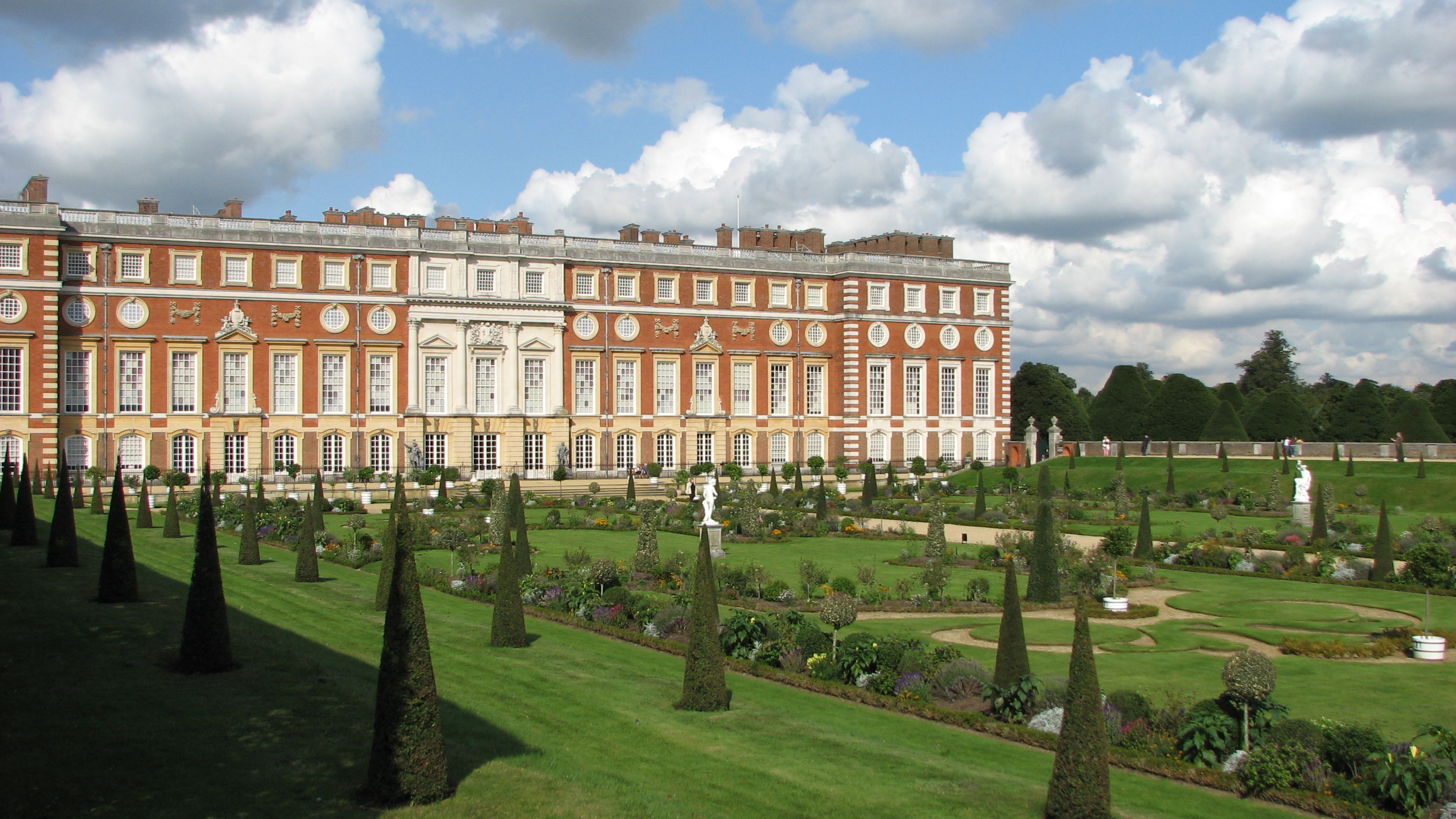
A Hampton Court-palota déli homlokzata
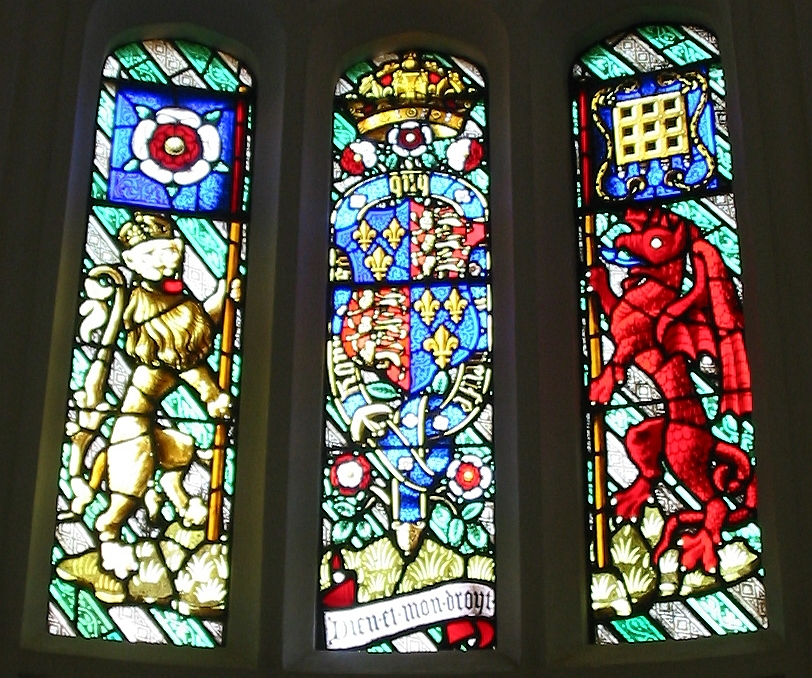
A királyi kápolna üvegablakai
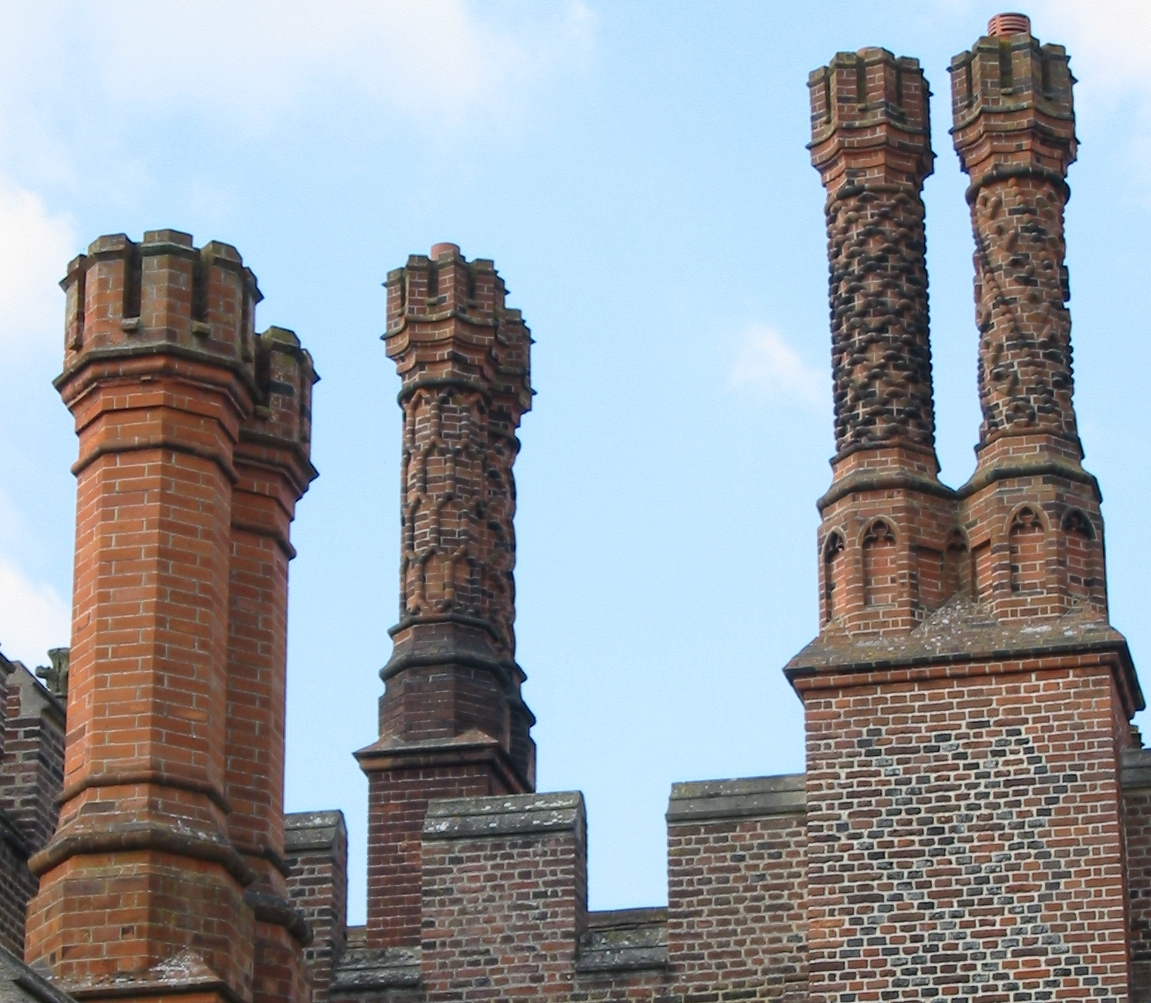
A jellegzetes Tudor-kori díszes kémények
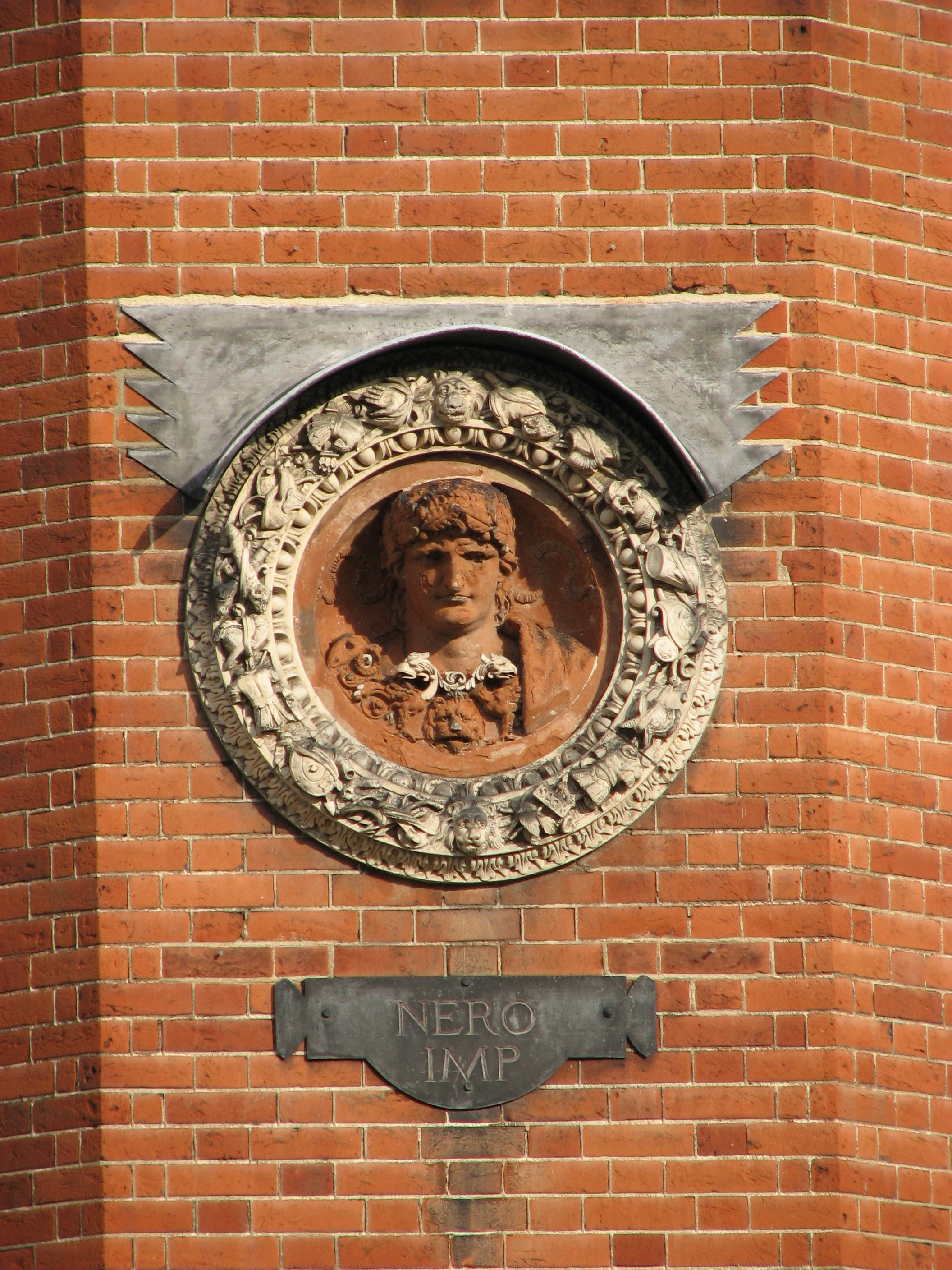
Nero domborműve a Hampton Court falába ágyazva
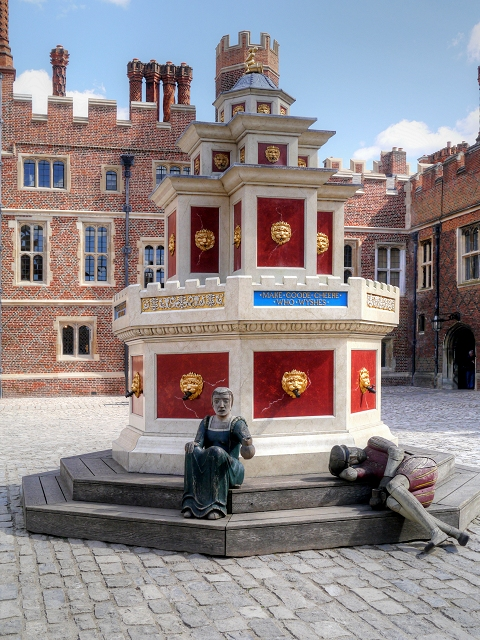
A Base Court Tudor borkútja